# Bjarnarey (ö i Island, Austurland)
Bjarnarey är en ö i republiken Island.   Den ligger i regionen Austurland, i den nordöstra delen av landet, 400 km öster om huvudstaden Reykjavík. Arean är 0,17 kvadratkilometer.
Terrängen på Bjarnarey är platt. Öns högsta punkt är 18 meter över havet. Den sträcker sig 0,6 kilometer i nord-sydlig riktning, och 0,4 kilometer i öst-västlig riktning.